# Collegio Cavalleri
L'ex Collegio Cavalleri è un edificio di Parabiago, situato in piazza Maggiolini (piazza principale), un tempo adibito a scuola per i giovani provenienti dalle casate nobili milanesi. L'edificio è stato recentemente ristrutturato (2015) e sono sorti al suo interno abitazioni e spazi commerciali.

## Fondazione delCollegio Cavalleri per i Nobili
All'inizio del XVIII secolo i fratelli sacerdoti Don Claudio I Cavalleri e Don Carlo Filippo Cavalleri, entrambi di costituzione fragile e salute cagionevole, sotto l'egida protettrice dell'agiato padre, aprirono un Collegio Convitto riservato all'istruzione dei giovani rampolli della nobiltà milanese e lombarda. L'anno di fondazione è il 1696, come risulta da breve apostolico datato 1742 conservato presso l'Archivio Storico Diocesano di Milano. A pochi mesi dall'apertura, riscuoteva un grande successo, gli alunni aumentavano ed i fratelli Cavalleri, per ampliarlo, acquistarono dal notaio Giuseppe Vailati-Carcano una villa con giardino adiacente al primo edificio, sito sulla piazza della chiesa, divenendo così in un unico corpo un palazzo che costeggia l'attuale piazza Maggiolini fino all'angolo con via Santa Maria, mentre sul retro si prolunga fino al parco Corvini.
Don Claudio I morì l'8 agosto del 1718, a soli 45 anni, lasciando al fratello Don Carlo Filippo la direzione del collegio, sotto il quale crebbe di fama e di numero di alunni; il prestigio ottenuto allettava i più famosi professori liceali e ginnasiali dell'epoca e non mancavano le cospicue donazioni degli ex alunni. Carlo Filippo morì nel 1760, la direzione venne quindi affidata al nipote Don Claudio II Cavalleri, studioso e letterato .

## La direzione di Don Claudio II Cavalleri
Sotto il suo rettorato, che era stato anche allievo della scuola stessa, il collegio visse la sua epoca migliore e venne anche arricchito di una torre astronomica (ancora ben visibile in piazza Maggiolini) e di un salone teatro, ma anche conobbe un periodo caratterizzato da frequenti ricevimenti, feste e banchetti.
Tra le varie sono da ricordare la grande festa organizzata per il 17 maggio 1761, in onore della visita del Cardinale Pozzobonelli Arcivescovo di Milano, coronata da una rappresentazione teatrale intitolata "Giuseppe Salvatore", interpretata da alcuni alunni e scritta appositamente da Don Claudio II .
Da ricordare anche il ricevimento del 19 giugno 1777, per la visita di un ex alunno, il cardinale Angelo Maria Durini Arcivescovo di Ancira, giunto a Parabiago in occasione della festa patronale dei Santi Gervasio e Protasio. I festeggiamenti erano a lui dedicati perché l'anno prima era stato elevato da Papa Pio VI alla porpora cardinalizia; Don Claudio II per l'occasione riuscì a commissionare all'architetto Antonio Bibiena un portico, affrescato poi dal pittore Giuseppe Medici, autore anche delle decorazioni del teatro.
Durante questo periodo le principali materie di studio erano l'italiano, il latino, il francese, la geografia e l'aritmetica; gli studenti, che ammontavano a circa un'ottantina, versavano una retta annuale di 335 lire.
Ma Don Claudio II, oltre alle larghe spese per i vari festeggiamenti, con i quali elogiava i suoi ospiti, era anche un generoso benefattore, caritatevole verso i bisognosi ed attento alle opere pubbliche della Parabiago dell'epoca, sicché le risorse economiche del Collegio cominciarono ad andare in crisi.

## Gli ultimi anni
Don Claudio II Cavalleri morì il 9 aprile 1791. Il suo erede, Francesco Cavalleri, affidò la direzione al parabiaghese Don Antonio Maria Coldiroli, già insegnante presso il Collegio ed amico del grande ebanista Giuseppe Maggiolini; proprio quest'illustre amicizia portò alla vendita in quello stesso anno del Salone Teatro, che l'artista trasformò nel suo secondo laboratorio artigianale, con annessa abitazione ai piani primo e secondo; qui morirono lo stesso Maggiolini e, più avanti, il figlio Francesco e l'allievo Cherubino Mezzanzanica.
Alla morte del Coldiroli (1794) la scuola fu quasi costretta a chiudere, a causa dell'esaurimento delle risorse finanziarie, ma il Parroco parabiaghese Don Agostino Peregalli, ne scongiurò la triste sorte divenendone direttore, coadiuvato dai docenti Don Francesco Landini da Ravenna, Canonico di Sarzana, Don Giambattista Crivelli e Don Giacomo Barbaglia. Egli decise, nel 1810, di vendere l'edificio e con il ricavato di acquistare l'ex monastero di Sant'Ambrogio della Vittoria, facendone la nuova sede.
Nel 1816, dopo la morte di Don Peregalli, il rettore fino al 1840 fu Don Giuseppe Agnelli, che riportò per breve tempo il Collegio in auge, ottenendo il pareggiamento del ginnasio. Gli successe Don Giovanni Brunati fino al 1857, quando l'istituzione venne soppressa.
Durante il XX secolo l'edificio venne frazionato e venduto a diversi proprietari; per gran parte di esso cominciò una lunga decadenza, fino agli inizi del XXI secolo, quando fu acquistato da un'impresa immobiliare allo scopo di ristrutturarlo per adibirlo ad abitazioni; il progetto venne bloccato per molto tempo, a causa delle polemiche riguardo alla demolizione degli edifici, mantenendo soltanto la facciata verso la piazza Maggiolini e la torre astronomica. Nonostante ciò, dopo circa nove anni, l'impresa poté riprendere i lavori mantenendo il progetto originario. I lavori sono attualmente in corso.